# Daniele Farlati
Daniele Farlati (22 février 1690 – 25 avril 1773) est un jésuite et un historien italien.

## Biographie
Farlati nait à San Daniele del Friuli, dans l'actuelle province d'Udine. Après des études à Gorizia, il entre dans la Société de Jésus, en 1707, à Bologne. Il enseigne pendant cinq ans les lettres classiques au collège jésuite de Padoue, puis va à Rome, où il complète ses études théologiques et est ordonné prêtre en 1722. Il est alors renvoyé à Padoue pour assister le Père Filippo Riceputi dans ses travaux historiques.
Riceputi se propose d'écrire l'histoire ecclésiastique de l'Illyrie, et publie en 1720, à Padoue, un prospectus de cette entreprise. Pendant vingt ans, Riceputi et Farlati font des recherches dans toutes les bibliothèques et archives de l'ancienne Illyrie pour réunir les matériaux nécessaires à ce travail. Les notes qu'ils recueillent sur le sujet remplissent trois cents volumes manuscrits. En 1712, alors que deux des chapitres les plus importants, le martyrologe de l'Illyrie et la vie de saint Pierre Orseolo, sont à peu près achevés, Riceputi meurt. Farlati poursuit l'œuvre pour mettre dans une forme présentable la prodigieuse quantité d'informations recueillie. Il s'adjoint comme collaborateur le Père Giovanni Giacomo Coleti. Le premier volume de Illyricum Sacrum, qui parait à Venise en 1751, contient l'histoire de l'Église de Salona jusqu'au IVe siècle. Trois autres volumes paraissent ensuite assez rapidement. Mais alors que le cinquième est sous presse, Farlati meurt. Son assistant Coleti achève le cinquième volume, qui parait en 1775, et en publie trois autres, dont le dernier en 1818. L'ensemble de l'ouvrage se compose de huit volumes in-folio.

## Illyricum Sacrum

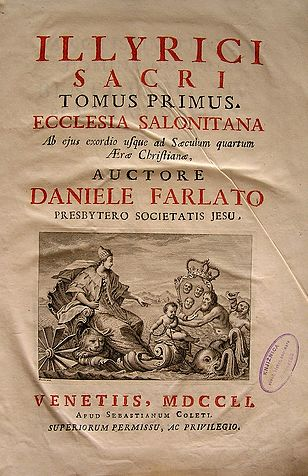
Illyricum sacrum : page de titre du premier volume

Les huit volumes d'Illyricum sacrum :
1. Ecclesia Salonitana, ab ejus exordio usque ad saeculum quastum aerae Christianae. (1751)
2. Ecclesia Salonitana, a quarto saeculo aerae Christianae usque ad excidicem Salonae. (1753)
3. Ecclesia Spalatensis olim Salonitana (1765)
4. Ecclesia suffraganeae metropolis Spalatensis (1769)
5. Ecclesia Jadertina (1775)
6. Ecclesia Ragusina (avec Giovanni Giacomo Coleti 1800)
7. Ecclesia Diocletana, Antibarensis, Dyrrhachiensis, et Sirmiensis (avec Giovanni Giacomo Coleti 1817)
8. Ecclesia scopiensis, sardicensis, marcianopolitana, schridensis et ternobensis. (Giovanni Giacomo Coleti 1819)

## Crédit d'auteurs
- (de) Cet article est partiellement ou en totalité issu de l’article de Wikipédia en allemand intitulé « Daniele Farlati » (voir la liste des auteurs).

- (en) Cet article est partiellement ou en totalité issu de l’article de Wikipédia en anglais intitulé « Daniele Farlati » (voir la liste des auteurs).